# Logisch gevolg
Een logisch gevolg of logische consequentie is zowel in de logica als in de wiskunde de tweeplaatsige relatie tussen een verzameling zinnen en/of proposities, waarbij de laatste zin/propositie een logische implicatie is van de voorafgaande. Logische gevolgen zijn het resultaat van deductie en vormen een fundamenteel concept binnen de logica. Logische gevolgen worden samen met gevolgtrekkingen in de epistemologie gebruikt om tot hypotheses omtrent de causaliteit van risicofactoren te komen.
Een formeel beschreven logisch gevolg kan binnen de modeltheorie of de bewijstheorie of beide worden gekarakteriseerd. Een logisch gevolg kan ook worden beschreven als een wiskundige functie, waarbij de ene reeks zinnen de invoer en de andere reeks de uitvoer is.

## Voorbeeld
Een voorbeeld van een logisch gevolg is de zin Willem-Alexander houdt elk jaar op Prinsjesdag de Troonrede. Deze zin is het logische gevolg van de twee zinnen Willem-Alexander is de koning van Nederland en De koning van Nederland houdt elk jaar op Prinsjesdag de Troonrede. Het zou logisch gezien niet kloppen om deze twee proposities voor waar te houden en tegelijkertijd toch de propositie Willem-Alexander houdt elk jaar op Prinsjesdag de Troonrede te ontkennen.